# Šidélko páskované
Šidélko páskované (Coenagrion puella) je druh šidélka z rodu Coenagrion. Rozšířené je téměř po celé Evropě, běžné je i v ČR.

## Popis
Šidélko páskované je modře zbarvené, velikost jeho těla se pohybuje v rozmezí 33–35 mm, rozpětí křídel je přibližně 41 mm. Typickým znakem u samců šidélka páskovaného je černá skvrna ve tvaru „U“, která se vyskytuje na druhém zadečkovém článku. Zbarvení samců je světle modré, tmavá je jen poslední čtvrtina článku.
Samice se vyskytují v zelené a modré formě. Zelená forma je častější, světle zelené jsou boky zadečku a hrudi, horní část těla je téměř celá tmavá. Ojedinělá světlejší modrá varianta má omezené množství černých skvrn v proximálních oblastech zadečkových článků, kde světle modrá barva nahrazuje černou.

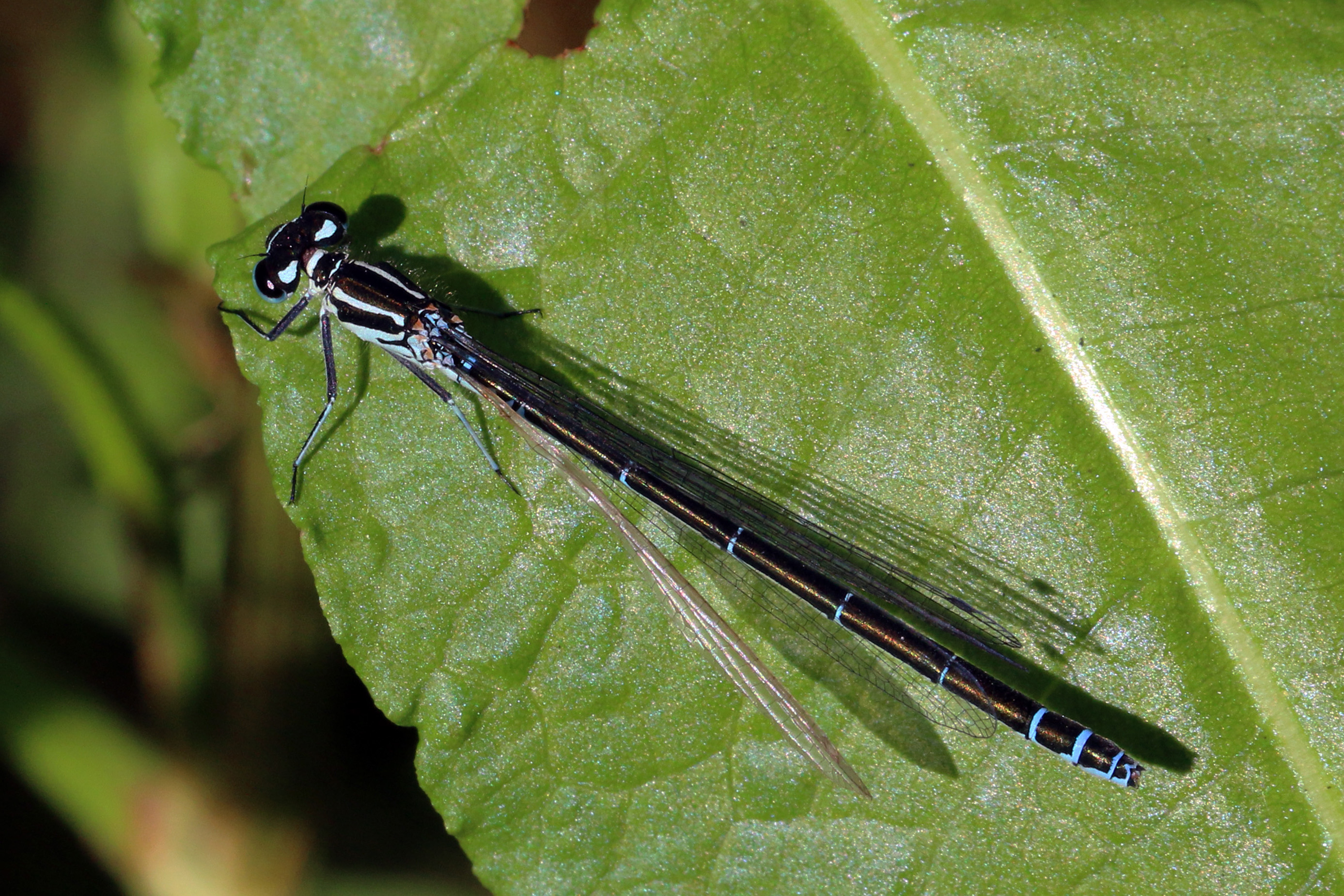
Modrá forma samičky
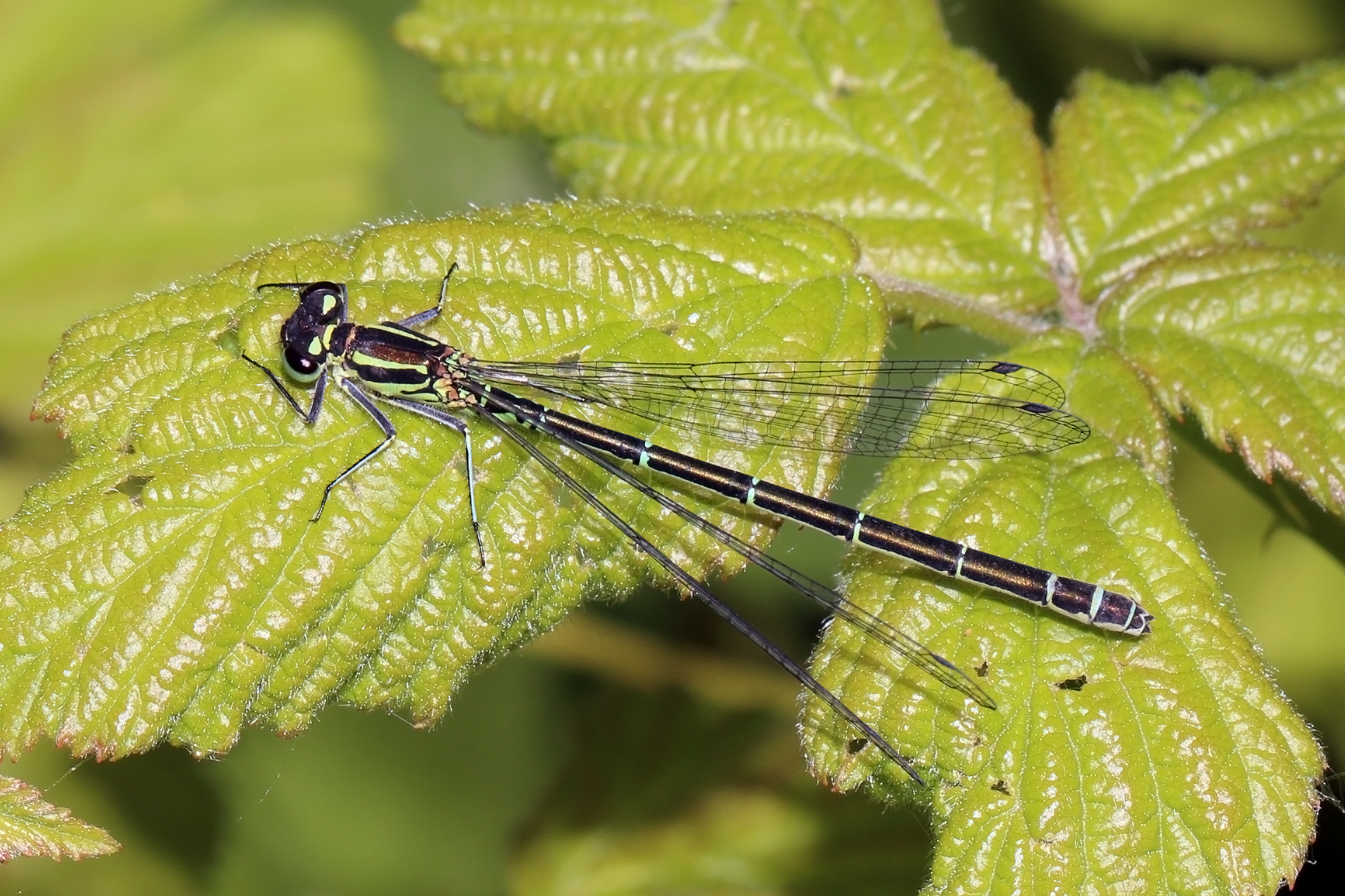
Zelená forma samičky

## Výskyt
Šidélko páskované je na většině území Evropy nejběžnějším zástupcem svého rodu, v ČR patří mezi nejhojnější vážky. Výjimkou jsou části Pyrenejského poloostrova a Skandinávie, kde se nevyskytuje. Rozšířeno je téměř ve všech typech stojatých a tekoucích vod v různých nadmořských výškách. Samice kladou vajíčka v tandemu na plovoucí rostliny. Dospělá šidélka páskovaná se líhnou od poloviny května do začátku srpna.

## Poddruhy
Šidélko páskované má 2 uznávané poddruhy:
- C. p. ssp. kocheri
- C. p. ssp. puella - nominátní poddruh